# Давид Лордкипанидзе
Давид Отари Лордкипанидзе (на грузински: დავით ოთარის ძე ლორთქიფანიძე) е грузински антрополог, археолог, палеоантрополог и преподавател. Генерален директор на Грузинския национален музей (от 2004 г.). Членува в Грузинската национална академия на науките (от 2009 г.), Германския археологически институт, Европейската академия на науките и изкуствата (от 2009 г.), Европейската академия (от 2010 г.), Националната академия на науките на САЩ (от 2007 г.) и Световната академия за изкуство и наука (от 2008 г.).
Той е известен с откритието си на вкаменен хоминин, първоначално наречен Homo georgicus, но по-късно прекласифициран като Homo erectus. Провеждайки разкопки в Дманиси в той намира черепи на ранен хоминин, който се смята за предшественик на Homo erectus. Впоследствие са открити четири изкопаеми скелета, показващи вид, все още с примитивни черти в черепа и горната част на тялото, но със сравнително напреднали шипове и долни крайници, осигуряващи по-голяма подвижност. Те представляват етап скоро след прехода от Homo habilis към Homo erectus и са датирани на отпреди 1,8 милиона години.

## Биография
Давид Лордкипанидзе е роден на 5 август 1964 г. в град Тбилиси, Грузинска ССР (днес Грузия), СССР. Завършва Тбилиския държавен университет.